# Крок за обрій
«Крок за обрій» — український короткометражний фільм режисера Андрія Рожен.
Прем'єра стрічка відбулась у жовтні 2012 року в місті Києві, на офіційному громадсько-політичному заході, присвяченому відзначенню Всесвітнього дня паліативної допомоги.

## Про фільм
Госпіс — це поняття наразі маловідоме в Україні. Наші медичні заклади ще тільки вчаться надавати допомогу та створювати комфортні умови для смертельно хворих людей. Щоб вони могли гідно прожити останні дні свого життя. Цей фільм висвітлює життя та долі трьох хворих на невиліковні недуги. Героями фільму стали пацієнти госпісів Севастополя та  Херсона, а також дитячого госпісу Санкт-Петербурга. 